# Leptopogon superciliaris
Leptopogon superciliaris е вид птица от семейство Tyrannidae.

## Разпространение
Видът е разпространен в Боливия, Бразилия, Венецуела, Еквадор, Колумбия, Коста Рика, Панама, Перу и Тринидад и Тобаго.